# Cleopatra (inslagkrater)
Cleopatra is een inslagkrater op Venus. Cleopatra werd in 1982 genoemd naar Oud-Egyptische koningin Cleopatra.
De krater heeft een diameter van 105 kilometer en bevindt zich in de Maxwell Montes (regio Ishtar Terra) in het quadrangle Fortuna Tessera (V-2). Cleopatra heeft een dubbele ring van ongeveer 105 kilometer in diameter en is 2,5 kilometer diep. Een steil, kronkelend kanaal van een paar kilometer breed (Anuket Vallis) breekt door het ruige terrein rond de kraterrand. Een grote hoeveelheid lava stroomde uit Cleopatra door dit kanaal en vulde valleien in Fortuna Tessera. Cleopatra is gesuperponeerd op de structuren van de Maxwell Montes en lijkt onvervormd te zijn, wat aangeeft dat Cleopatra relatief jong is.

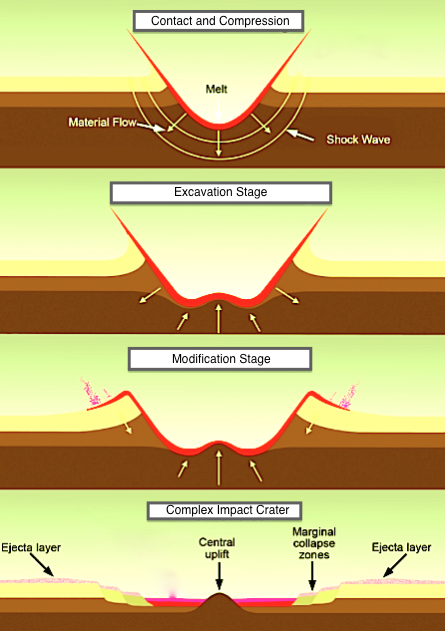
Afbeelding gewijzigd door David Kring, NASA University of Arizona Space Imagery Center, 2006.

Cleopatra heeft de vorm van een patera en is een complexe inslagkrater met een centrale piek. Cleopatra patera heeft een asymmetrische centrale piek, in tegenstelling tot de afbeelding links. Complexe kraters hebben terrassen, meerdere ringen en een centrale piek.